# Dave B
David Atrell Bowman (* 26. März 1992 in Renton, Washington) ist ein US-amerikanischer Rapper, Singer-Songwriter und Musikproduzent aus Seattle. Er steht bei dem Independent-Label Goodrich & Gold unter Vertrag. Im Jahr 2013 gewann David zusammen mit seinen Freunden Dominque Duncan und Joe Simpson als Hip-Hop-Band „Dave B“ den EMP Sound Off!, einen jährlich in Seattle stattfindenden Wettbewerb des Experience Music Project.

## Biografie
David Bowman besuchte die Lindbergh Senior High School in Renton und verließ diese im Jahr 2010. In seiner Schulzeit war er Teil des Basketball- und des Leichtathletikteams der Schule.
Bereits in der fünften Klasse stand David für ein Musiktheater auf der Bühne. Das Klavierspielen brachte er sich in dieser Zeit selbst bei. Neben der Musik und dem Schauspiel hat er auch ein Faible für Tanz. David besuchte nach seiner Schulzeit das Columbia College Chicago in Chicago, Illinois. An dem College der freien Künste, das auf Kunst und Medien spezialisiert ist, studierte er „Audio production“ und „Musical theater“. Jedoch kehrte er diesem bald den Rücken zu, ging nach Seattle zurück und begann den Fokus auf seine Musikkarriere zu legen.

## Musikkarriere

### Musikstil
Dave B zählt die Hip-Hop-Musiker André 3000, Kanye West und Erykah Badu, die Gospel-Sänger Fred Hammond und Kirk Franklin, sowie die Jazzlegende Thelonious Monk und den Rockmusiker Jimi Hendrix zu seinen Lieblingskünstlern und Einflüssen. So stellt auch sein eigener Sound eine vielfältige Mischung aus Elementen des Elektropop, Hip-Hop, Indie-Rock, Jazz, Rap, Reggae, R&B und Soul dar.

## Sonstige künstlerische Tätigkeiten
David trat auch als Model in Erscheinung. So war er 2015 unter anderem das Gesicht der Herbst-Kampagne The Vault by Vans x The North Face Collection des Schuhherstellers Vans und des Bekleidungsunternehmens The North Face.

## Diskografie
Alben
- 2015: Punch Drunk
- 2016: Tomorrow
- 2017: Pearl

EPs
- 2013: The Coffee EP
- 2014: The Doughnuts EP
- 2015: Loosies

Mixtapes
- 2010: Project Runway
- 2011: Keep Swimmin
- 2012: MCMXCII
- 2014: School Daze

Singles
- 2012: Honor Roll
- 2013: Illectric
- 2014: Boathouse (feat. Sol)
- 2014: He Got Game
- 2015: Rain
- 2015: The Way
- 2015: On
- 2015: Do You
- 2015: Yes
- 2016: Olive Oil
- 2017: Dive
- 2017: Sweetest Thing

Als Gastmusiker
- 2013: Bright Fifth (mit Brothers from Another)
- 2014: Peer Pressure (mit The Good Sin)
- 2014: Young Seattle Pt 3 (mit Sam Lachow)
- 2015: About Her (mit Kevin Lavitt)
- 2015: Windows Down (mit Brothers from Another)
- 2015: Broke Talk (mit Brothers from Another)
- 2015: The Light (mit Hellamello & Darius)
- 2016: Don’t Even Party (mit Sol)
- 2017: Corner Store (mit Macklemore)
- 2018: Hosanna (mit Dan Caplen)